# Ландровал
Ландровал е герой от митичния свят на британския автор Дж. Р. Р. Толкин. Той е голям орел, който заедно с брат си Гуаихир се притича на помощ на Фродо и Сам в Мордор, докато лежат на скалите на Ородруин обградени от лава. Името на „великият орел“ идва от елфически и означава „ширококрил“.